# Geron kazabi
Geron kazabi är en tvåvingeart som beskrevs av Zaitzev 1972. Geron kazabi ingår i släktet Geron och familjen svävflugor. Inga underarter finns listade i Catalogue of Life.